# Городские мифы (сериал)
Городские мифы (англ. Urban Myths) — британский биографический комедийно-драматический телевизионный сериал, впервые показанный 19 января 2017 года на Sky Arts. В каждом эпизоде рассказывалась история, связанная с популярной культурой, основанная на реальной истории, начиная от Мухаммеда Али, уговаривающего человека спуститься с уступа, до Боба Дилана, появляющегося на пороге незнакомца в Лондоне. Был анонсирован второй сезон с участием Sex Pistols и Сальвадора Дали, который вышел в эфир 12 апреля 2018 года.
Сериал был наиболее известен спорами вокруг кастинга Джозефа Файнса на роль Майкла Джексона, эпизод, который был удален из трансляции.

## Сезоны
| Сезон | Серии | Серии | Даты показа    | Даты показа     |
| Сезон | Серии | Серии | Первая серия   | Последняя серия |
| ----- | ----- | ----- | -------------- | --------------- |
| 1     | 6     | 6     | 19 января 2017 | 16 февраля 2017 |
| 2     | 8     | 8     | 12 апреля 2018 | 31 мая 2018     |
| 3     | 8     | 8     | 10 апреля 2019 | 29 мая 2019     |
| 4     | 4     | 4     | 7 октября 2020 | 28 октября 2020 |

### Сезон 1 (2017)
| № общий | № в сезоне | Название                                        | Режиссёр     | Автор сценария            | Дата премьеры   | Зрители UK (млн) |
| --- | ---------- | ----------------------------------------------- | ------------ | ------------------------- | --------------- | ---------------- |
| 1 | 1          | «Боб Дилан: стучусь в дверь Дэйва»              | Бен Палмер   | Нил Вебстер               | 19 января 2017  | 0.13             |
| В главных ролях: Эдди Марсан в роли Боба Дилана, Пол Риттер в роли Дэйва, Кэтрин Паркинсон в роли Эндж, Каван Клеркин в роли таксиста и Джессика Ганнинг в роли пограничника                 |            |                                                 |              |                           |                 |                  |
| 2 | 2          | «В ожидании Андре»                              | Бен Палмер   | Нил Форсайт               | 26 января 2017  | 0.09             |
| В главных ролях: Дэвид Трелфолл в роли Сэмюэля Беккета, Лиам Макдональд в роли Андре Гиганта                                                                                                 |            |                                                 |              |                           |                 |                  |
| 3 | 3          | «Адольф Гитлер - художник»                      | Дэн Зефф     | Бен Эдвардс               | 2 февраля 2017  | 0.09             |
| В главных ролях: Иван Реон в роли Адольфа Гитлера, Руперт Гринт в роли Августа Кубичека, Дастин Демри-Бёрнс в роли Йозефа, Джеймс Флит в роли Профессора, Винсент Франклин в роли Александра |            |                                                 |              |                           |                 |                  |
| 4 | 4          | «Когда Кэри Грант познакомил Тимоти Лири с ЛСД» | Джеффри Сакс | Роджер Дрю и Эд Дайсон    | 9 февраля 2017  | 0.04             |
| В главных ролях: Бен Чаплин в роли Кэри Гранта, Эйдан Гиллен в роли Тимоти Лири |            |                                                 |              |                           |                 |                  |
| 5 | 5          | «Величайший. Всех времён.»                      | Бен Палмер   | Нил Уэбстер и Марк Бутрос | 16 февраля 2017 | 0.08             |
| В главных ролях: Ноэль Кларк в роли Мухаммеда Али, Дэнни Джон-Джулс в роли Дона Кинга, Оси Икхайл в роли Джо, Лучиан Мсамати в роли Герберта Мухаммеда                                       |            |                                                 |              |                           |                 |                  |
| 6 | 6          | «Элизабет, Майкл и Марлон»                      | Бен Палмер   | Нил Форсайт               | Не вышел        | Нет данных       |
| В главных ролях: Джозеф Файнс в роли Майкла Джексона, Брайан Кокс в роли Марлона Брандо, Стокард Ченнинг в роли Элизабет Тейлор, Кэрри Фишер в роли самой себя                               |            |                                                 |              |                           |                 |                  |

### Сезон 2 (2018)
| № общий | № в сезоне | Название                                          | Режиссёр                    | Автор сценария               | Дата премьеры  | Зрители UK (млн) |
| --- | ---------- | ------------------------------------------------- | --------------------------- | ---------------------------- | -------------- | ---------------- |
| 7 | 1          | «Мэрилин Монро и Билли Уайлдер: «Это я, Душечка»» | Sean Foley                  | David Cummings               | 12 апреля 2018 | 0.21             |
| Starring: Gemma Arterton as Marilyn Monroe, James Purefoy as Billy Wilder, Adam Brody as Jack Lemmon, Felicity Montagu as Paula Strasberg, Alex Pettyfer as Tony Curtis, Dougray Scott as Arthur Miller |            |                                                   |                             |                              |                |                  |
| 8 | 2          | «За кулисами Live Aid»                            | John Hardwick               | Нил Форсайт                  | 19 апреля 2018 | 0.12             |
| Starring: Jonas Armstrong as Bob Geldof, David Avery as Freddie Mercury, Seb Cardinal as Rick Parfitt, Martin Compston as Midge Ure, Karla Crome as Sade, Dustin Demri-Burns as Francis Rossi, Kerry Howard as Marsha Hunt, Rufus Jones as Elton John, Con O'Neill as Tony                                                                   |            |                                                   |                             |                              |                |                  |
| 9 | 3          | «Джонни Кэш и Страус»                             | Al Campbell                 | Frank Skinner                | 26 апреля 2018 | 0.08             |
| Starring: Frank Skinner as Johnny Cash, Isy Suttie as Jean, Toby Williams as Mike |            |                                                   |                             |                              |                |                  |
| 10 | 4          | «Дали и Купер»                                    | Iain Forsyth & Jane Pollard | Roger Drew & Ed Dyson        | 3 мая 2018     | н/д              |
| Starring: David Suchet as Salvador Dalí, Noel Fielding as Alice Cooper, Paul Kaye as Shep Gordon, Sheila Hancock as Gala Dalí, Alice Cooper as himself |            |                                                   |                             |                              |                |                  |
| 11 | 5          | «Когда Боуи встретил Болана»                      | Jim O'Hanlon                | Freddy Syborn                | 10 мая 2018    | 0.11             |
| Starring: Luke Treadaway as David Bowie, Jack Whitehall as Marc Bolan, Adrian Edmondson as Leslie Conn |            |                                                   |                             |                              |                |                  |
| 12 | 6          | «Загадочное дело Агаты Кристи»                    | Guillem Morales             | Paul Doolan & Abigail Wilson | 17 мая 2018    | н/д              |
| Starring: Anna Maxwell Martin as Agatha Christie, Bill Paterson as Arthur Conan Doyle, Rosie Cavaliero as Dorothy L. Sayers, Mark Bonnar as Billy, Adrian Scarborough as Chief Inspector Danders, Nick Mohammed as Horace Lambardi, Robert James-Collier as Archie Christie,                                                                 |            |                                                   |                             |                              |                |                  |
| 13 | 7          | «Враг народа (при участии Кева Уэллса)»           | Бен Палмер                  | Нил Уэбстер                  | 24 мая 2018    | 0.07             |
| Starring: Philip Glenister as Kev Wells, Paterson Joseph as Chuck D, Abdul Salis as Flavor Flav, Tanya Franks as Becca, Sidney Kerr as Martin, Lauren Socha as Amy, Steve Edge as Barry, Steve Oram as Brian |            |                                                   |                             |                              |                |                  |
| 14 | 8          | «Sex Pistols против Билла Гранди»                 | Simon Delaney               | Simon Nye                    | 31 мая 2018    | 0.09             |
| Starring: Steve Pemberton as Bill Grundy, Daniel Mays as Mike Housego, Rachel Bright as Christine Whitehead, William Kettle as Paul Cook, Frankie Fox as Johnny Rotten, Charlie Wernham as Steve Jones, Matt Whitchurch as Glen Matlock, Kayvan Novak as Freddie Mercury, Laurence Howarth as Tony Bulley, Kieran Hodgson as Malcolm McLaren |            |                                                   |                             |                              |                |                  |